# Togo na Mistrzostwach Świata w Lekkoatletyce 2023
Togo na Mistrzostwach Świata w Lekkoatletyce 2023 – reprezentacja Togo podczas mistrzostw świata w Budapeszcie liczyła jedną zawodniczkę.

## Skład reprezentacji

### Kobiety
| Zawodniczka  | Konkurencja                | Eliminacje | Eliminacje | Półfinał | Półfinał | Finał | Finał   | Źródło |
| Zawodniczka  | Konkurencja                | Wynik      | Pozycja    | Wynik    | Pozycja  | Wynik | Pozycja | Źródło |
| ------------ | -------------------------- | ---------- | ---------- | -------- | -------- | ----- | ------- | ------ |
| Naomi Akakpo | bieg na 100 m przez płotki | 13,96      | 43.        | NQ       | NQ       | NQ    | NQ      | [ 1 ]  |